# Othello Gyulaházán
Az Othello Gyulaházán 1966-ban készült és 1967-ben bemutatott fekete-fehér magyar tévéfilm-komédia, amelyet Zsurzs Éva rendezett. Az alapmű írója Gádor Béla; a Magyar Nemzetben megjelent Vidéki Othello című kisregényének és az Othello Gyulaházán című tévéfilm-forgatókönyvének felhasználásával a forgatókönyvet Litványi Károly és Katona Mária írták.

## Készítették
- Rendező: Zsurzs Éva
- Alapmű írója: Gádor Béla
- Forgatókönyvíró: Litványi Károly és Katona Mária
- Díszlettervező: Mátay Lívia
- Operatőr: Czabarka György
- Vágó: Zákonyi Sándor
- Maszk: Kozár János
- Jelmez: Kemenes Fanni
- Berendező: Szebeni József
- Kísérőzene: Behár György
- Laboratórium: Tornyai Ferenc
- Felvétel vezető: Baji Tibor
- Fővilágosító: Meltsók József
- Hangmérnök: Noszek János
- A rendező munkatársa: Nemere István
- Gyártásvezető: Sike István

## Szereplők
- Barnaki László, színész – Básti Lajos
- Pálmai Viola, színésznő (Barnaki felesége) – Törőcsik Mari
- Tornyos Franci, színész – Feleki Kamill
- Vermes István, színész, színházigazgató – Bilicsi Tivadar
- Debrődy László, rendező – Schwetz András
- Szusits Márta, színésznő – Domján Edit
- Sass Olga, színésznő – Zolnay Zsuzsa
- Pötyike, súgó – Ladomerszky Margit
- Simon, rendező – Suka Sándor
- Samu bácsi, színész – Kemény László
- Színházi titkár – Sas József
- Szarka elvtárs, a minisztériumból – Egri István
- Színész I. – Szilágyi Tibor
- Színész II. – Madaras József
- Színész III. – Balogh László
- Ügyelő – Lengyel István
- Tűzoltó – Verebély Iván
- Jegyszedőnő – Hollós Melitta

További szereplők: Császár Kamilla, D. Szabó József, Galgóczy Imre, Garamszegi Mária, Kádár Flóra, Siménfalvy Sándor, Surányi Imre, Darvas Magda, Hável László, Harkányi Ödön, Hajnóczy Lívia, Nagy István, Lelkes Ágnes

## Történet
A vidéki színházhoz Gyulaházára ambiciózus fiatal főrendező érkezik, aki új utakra próbálja vezérelni a színtársulatot. Elég volt az unalomig játszott operett-dömpingből, és a színház vezetése hosszas vita után műsorra tűzi Shakespeare Othellóját. Rendezői módszerei azonban nem a legszerencsésebbek. Azzal kezdi, hogy mellőzi a színház sokat foglalkoztatott, tehetséges primadonnáját és Desdemona szerepét egy fiatal, kezdő színésznőre osztja, aki eddig csak kisebb szerepeket játszott.   
A fiatal művésznő férjére osztja Othello szerepét, akit — hogy még szenvedélyesebb alakításra sarkalljon — féltékennyé is akar tenni. Ez a szándéka túlságosan jól sikerül, és a híre elterjed a kisvárosban. A Shakespeare-dráma alapjául szolgáló féltékenység valósággá válik, és a premier már egész Gyulaházát lázba hozza…